# Gnamptogenys grammodes
Gnamptogenys grammodes is een mierensoort uit de onderfamilie van de Ectatomminae. De wetenschappelijke naam van de soort is voor het eerst geldig gepubliceerd in 1958 door Brown.